# Marcus Winícius
Marcus Winícius Silva Lima, mais conhecido como Marcus Winícius (Juazeiro do Norte, 22 de maio de 1985), é um ex-futebolista brasileiro que atua como volante e zagueiro. 

## Carreira
Marcus Winícius surgiu para o futebol no Atlético Paranaense, foi contratado pelo Avaí em 2006, emprestado ao Ituano em 2008 para a disputa do Campeonato Paulista do mesmo ano e depois voltou ao Avaí para a disputa do Brasileiro da série B. Ficou marcado na história do time catarinense, por fazer parte do elenco na campanha da conquista do acesso à Série A de 2009.
No início do ano de 2010, foi anunciado como reforço do Sertãozinho, por empréstimo junto ao Avaí, para a disputa do Campeonato Paulista. Ainda no mesmo ano, retorna ao Avaí para disputar, juntamente com o time B, a Copa Santa Catarina. Foi contratado, também por empréstimo, junto ao Fortaleza para a disputa da Série C 2010.
No dia 30 de novembro de 2010, foi anunciado como reforço do Linense para a disputa do Paulistão 2011.
Em maio de 2011 foi anunciado como reforço do ABC para a disputa da Série B - 2011.
No início de 2012, acertou com o XV de Piracicaba mas, após desentendimentos com a torcida, Marcus Winícius saiu do clube. No dia 6 de março de 2012, Marcus Winícius foi anunciado como o mais novo reforço do Grêmio Barueri para a Série A2 do Campeonato Paulista. Ao final da primeira fase, o Barueri não conseguiu a classificação e terminou a competição em décimo lugar. Marcus iniciou a disputa da Série B do Brasileirão com o Barueri, mas devido a fraca campanha durante a competição, Marcus Winícius foi liberado para acertar com o Duque de Caxias para a disputa da Série C. Na temporada de 2013, Marcus chegou a atuar pelo Red Bull Brasil no Campeonato Paulista da Série A2 mas logo saiu para atuar no ASA. Após pouco tempo no time alagoano, Marcus rescindiu com o clube e assinou com o Joinville, aonde disputou o Estadual, Copa do Brasil e a Série B do Campeonato Brasileiro.
Para a temporada de 2014 Marcus Winícius volta a atuar num clube do interior de São Paulo, desta vez para defender o Comercial no Campeonato Paulista e na Copa Paulista. Sua estreia pelo clube aconteceu no dia 18 de janeiro, quando o Comercial saiu derrotado por 2 a 1 para o Mogi Mirim, no jogo disputado no Estádio Vail Chaves, Mogi Mirim. O primeiro gol veio na também derrota, desta vez para o Rio Claro por 2 a 1. Ao final do campeonato o time foi rebaixado de divisão e Marcus se transferiu para o Atlético Goianiense. Sua estreia pelo Dragão aconteceu no dia 9 de abril de 2014, quando o time goiano se classificou à segunda fase da Copa do Brasil ao empatar com o Flamengo-PI em 2 a 2.

## Marca
Marcus Winícius completou 100 jogos pelo Avaí Futebol Clube em 15 de março de 2009 no clássico contra o Figueirense, em partida válida pelo Campeonato Catarinense.

## Títulos

### Clubes
Avaí
- Campeão Catarinense - 2009

ABC
- Campeonato Potiguar: 2011

Atlético Goianiense
- Campeonato Goiano: 2014
- Campeonato Brasileiro Série B: 2016

### Individual
- Melhor 1º volante do Campeonato Catarinense: 2009